# Ruardean Hill
Ruardean Hill – wieś w Anglii, w hrabstwie Gloucestershire, w dystrykcie Forest of Dean. Leży 20 km na zachód od miasta Gloucester i 171 km na zachód od Londynu. W 2001 miejscowość liczyła 622 mieszkańców.